# تانجري (باد كاليه)
تانجري، باد كاليه (بالفرنسية: Tangry)‏ هي بلدية تقع في إقليم باد كاليه من منطقة نور با دو كاليه في شمال فرنسا. تبلغ مساحة هذه المدينة 4.84 (كم²)، وترتفع عن سطح البحر 164 م، يبلغ عدد سكانها 244 نسمة حسب إحصاء المعهد الوطني للإحصاء والدراسات الاقتصادية سنة 2009 م. وترأس Olivier Rigot البلدية خلال فترة (2008-2014).